# Мрець (фільм, 1995)
«Мрець» або «Покійник» (англ. «Dead Man») — художній фільм-драма режисера Джима Джармуша. Вийшов на екрани в 1995 році. Більшість критиків оцінила фільм як шедевр та нове слово в мистецтві кіно.

## Сюжет
Друга половина XIX-го століття. Молодий клівлендський бухгалтер Вільям Блейк їде в поїзді, який мчить на Дикий Захід. Несподівано до нього підсаджується кочегар і пророкує Вільяму швидку загибель. Прибувши в містечко Машин, Блейк дізнається, що місце бухгалтера, на яке його запросили, віддали іншому. У повному розпачі, бо витратив останні гроші на дорогу, Вільям прямує у місцевий бар, де знайомиться з дівчиною Тел, так само гнаною, як і він. Вони усамітнюються, але несподівано в їхній спальні з'являється колишній наречений Тел. Тел гине, Блейк отримує кулю під серце, але вбиває ревнивця. Рятуючись, поранений Вільям випадає у вікно…
Подальші пригоди вмираючого Вільяма Блейка — скоріше шлях мерця з темряви буття до світла раю, ніж втеча живого від погоні. Він зустрічається з індіанцем-відлюдником, оволодіває хистом володіння зброєю, перемагає та відпливає в останню путь…

## Музика
Фільм супроводжує неперевершена музика Ніла Янга: окремі уривчасті пасажі на акустичній гітарі поступово зливаються в цілісну композицію, що вплітається у відеоряд і поступово захоплює не менше, ніж гра Джонні Деппа.

## В ролях
- Джонні Депп — Вільям Блейк
- Гарі Фармер — Ніхто (індіанець-вигнанець)
- Кріспін Гловер — кочегар у поїзді
- Роберт Мітчем —  Джон Дікінсон (власник металовидобувної шахти)
- Мілі Авітал — Тел Расселл (дівчина, що робила троянди з паперу)
- Гебріел Бірн — Чарлі Дікінсон (син Джона Дікінсона)
- Ленс Генріксен — Коул Вілсон (мовчазний мисливець за головами — канібал)
- Майкл Вінкотт — Конвей Твілл (балакучий мисливець за головами)
- Юджин Берд — Джонні «Малюк» Пікетт (молодший із мисливців за головами)
- Біллі Боб Торнтон — Великий Джордж Дракуліс (старший мисливець біля багаття)
- Іггі Поп — Сальваторе «Саллі» Дженко (другий мисливець біля багаття — кухар, проповідник)
- Джаред Гарріс — Бенмонт Тенч (третій мисливець біля багаття, з британським акцентом)
- Альфред Моліна — місіонер з торгового поста